# João Moreira da Silva
João Moreira da Silva (Porto Alegre, 8 de outubro de 1856 – 11 de junho de 1942) foi um literato, jornalista, ator e dramaturgo brasileiro.
Fez seus primeiros estudos no colégio do professor Hilário Ribeiro e depois se estabeleceu como comerciante. Foi suplente da diretoria da Associação dos Empregados no Comércio e da Junta Comercial. Desde a juventude fez fortes laços com nomes da imprensa, do teatro e da literatura, além de ser ator amador em várias companhias de Porto Alegre.
Foi co-fundador, junto com José Rodrigues da Rocha, da Sociedade Luso Brasileira, criada em 4 de outubro de 1874, um grêmio que desempenhou papel relevante na cena teatral gaúcha. Segundo Renata Geraldes, "durante quase quarenta anos de existência, a Luso, como era chamada, movimentou as atividades cênicas de Porto Alegre realizando espetáculos e incentivando a produção dramática local. Revelou na década de 1870 inúmeros dramaturgos gaúchos, como Joaquim Alves Torres, José de Sá Brito, Artur Rocha, Dionísio Monteiro, Vasco de Azevedo e Ernesto Silva. [...] Nos títulos que constituem o repertório escolhido pela Luso é possível perceber um esforço para firmar uma dramaturgia nacional que abordasse assuntos contemporâneos. Prevaleciam, nesse sentido, obras que representavam o país, a partir de figuras simbólicas, como indígenas e negros". Foi membro da lendária Sociedade Partenon Literário, a mais importante instituição cultural do Rio Grande do Sul no século XIX, colaborando em sua Revista Mensal.
Um dos pioneiros do teatro gaúcho, notável como autor satírico e humorista na prosa e na cena, muito apreciado em seu tempo, usava os pseudônimos Álvaro, Areimor e Raul. Deixou as peças A banhos (1891), A procura de musas (1880, com Artur Rocha), Alegrias de viúvo (1884), Em maré de rosas (s.d.), O gênio do mal (s.d.), e Por causa de uma carteira (s.d., com Ernesto Silva), além dos livros de contos e crônicas Alinhavos: humorismos inocentes (1896, 2º ed. 1925) e Prosa alegre: ressurreição literária (1908), e o livro de contos Coisas a rir: caprichos humorísticos (1887). Adaptou material de Bruno Seabra como a cena dramática Paula (1886). Sua obra não se limita ao humorístico, e às vezes tem um forte conteúdo de crítica social, sendo um militante da causa dos trabalhadores.
Colaborou em vários jornais, foi cronista do Correio do Povo colaborador das revistas O Malho e Para Todos, e um dos principais colaboradores da revista O Telefone, onde, segundo Athos Damasceno, deixou páginas de "fantasia leve e leve humorismo [que] não só valorizavam o periódico como, de certo modo, lhe definiam e caracterizavam a feição, isto é, o tipo de publicação que era — um semanário de limitadas ambições literárias, destinado principalmente a distrair seus leitores". Sobre sua prosa, disse Aquiles Porto Alegre: "é um prosador que encanta pelo fino espirito. A graça brota-lhe espontânea como um raio de sol. É um escritor que não envelhece".
Teve com Maria Rita da Fonseca os filhos Álvaro, Raul, Alina, Glória e Alice. Foi uma influência decisiva na vida e na carreira literária do filho Álvaro Moreyra.